# Tungsteno nativo
Il tungsteno nativo è un minerale scoperto nei pressi del fiume Bol'shaya Pol'ya in Russia.